# 大门楼
大门楼（Great Gatehouse）是英国布里斯托尔一座历史悠久的建筑，位于学院绿地（College Green）南侧。其最早的部分可以追溯到1170年左右。 它原为布里斯托尔座堂的前身--圣奥斯定修道院的门楼，位于座堂的西侧，大门楼的西侧则与布里斯托中央图书馆相对。图书馆的建筑设计融合了门楼的许多特征。
门楼拱门上的雕塑装饰是在英格兰早期使用尖拱的例证。门楼现已列为一级登录建筑。

## 历史
圣奥斯定修道院创建于1140年。门楼最早的部分建于约1170年， 作为修道院的正门，通往内部的庭院。
解散修道院期间，门楼是修道院的幸存建筑之一，此后于1542年修道院改为布里斯托尔座堂。门楼西侧建造了联区。 1906年又拆除改建布里斯托中央图书馆。

## 影响
查尔斯·霍登在1906年设计毗邻的布里斯托尔中央图书馆大楼，呼应了门楼的许多特征。图书馆立面两端模仿了门楼的形状。布里斯托尔雕塑家查尔斯·皮布沃思，在图书馆北面创作了浮雕，还在门楼南侧雕刻了四尊院长雕像，于1914年放置在那里。

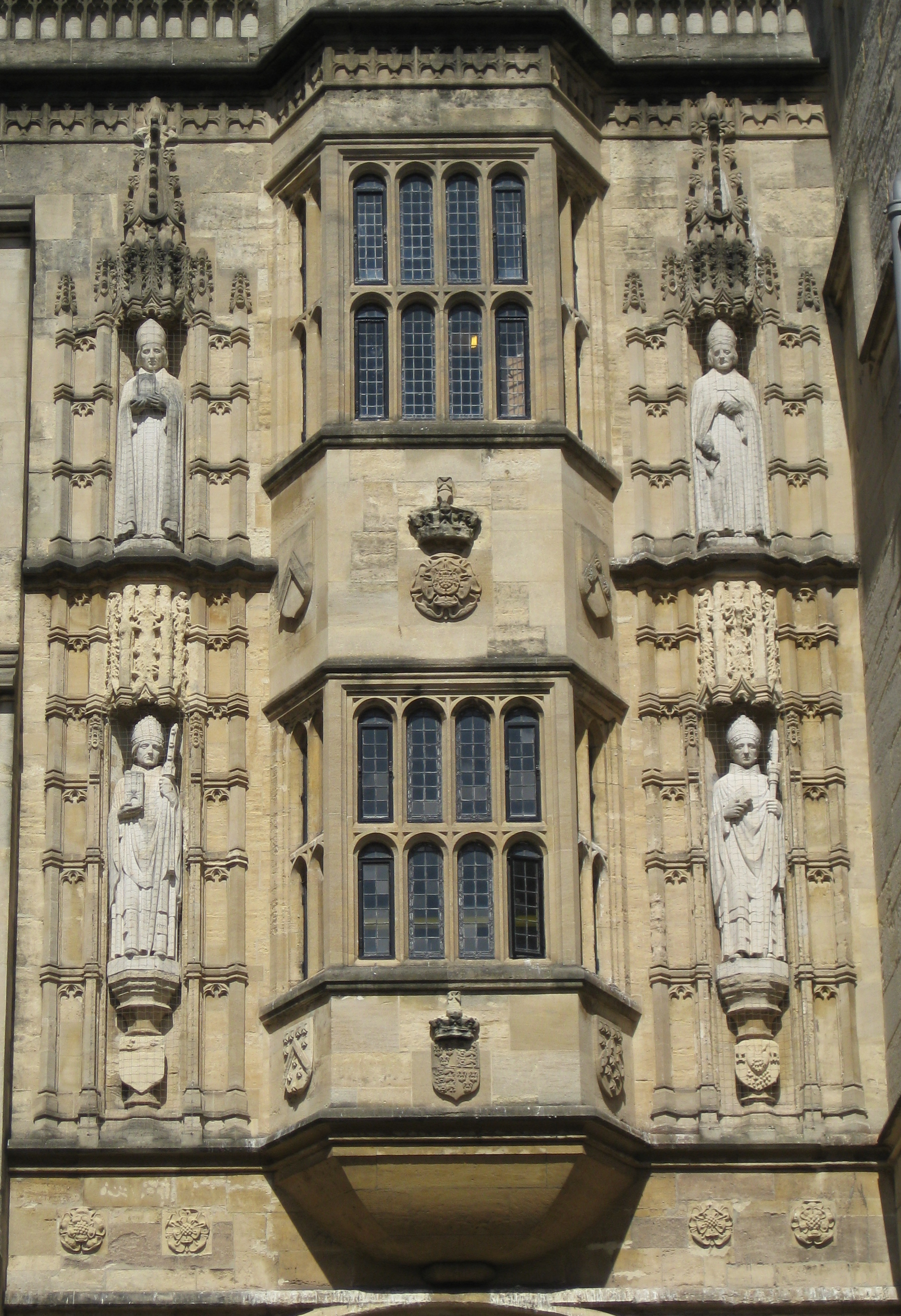